# Cshatarpur állam
1785 – 1950
Cshatarpur állam (छतरपुर) egy hercegi állam volt az Brit-Indiában. Az államot 1785-ben alapították, fővárosa Cshatarpur város volt, területe 2927 km², lakosainak száma 10 029 volt 1901-ben. Területe ma Madhja Prades államban található. Cshatarpur utolsó uralkodója az Indiához való csatlakozást 1950. január 1-én írta alá. 
| Cshatarpur rádzsái     |             |
| Kunvar Szone sah       | 1785 - 1816 |
| Partab Szing           | 1816 - 1854 |
| Dzsagat Szing          | 1854 - 1867 |
| Visvanat Szing         | 1867 - 1895 |
| Cshatarpur maharádzsái |             |
| Visvanat Szing         | 1895 - 1932 |
| Bavani Szing           | 1932 - 1947 |

Cshatarpurt 1785-ben alapították. Nevét a Bundela rádzsput családból származó vezetőről, Cshatraszalról kapta. Ő érte el Bundelkhand függetlenségét. Kenotáfiuma (szimbolikus síremléke) a városban található. Az államot leszármazottai uralták 1785-ig. Abban az időben a rádzsput Ponvar klán vette át a hatalmat Cshatarpur felett. Az államot 1806-ban Brit India kormánya Kunvar Szone Szing Ponvarnak biztosította. 1854-ben Cshatarpurnak a britek kezére kellett volna kerülnie, mivel az elhunyt uralkodónak nem volt közvetlen leszármazottja. Mint különleges kegyet Dzsagat Rádzsnak ítélték az országot. Az állam a Bundelkhandi Ügynökség része volt Közép-Indiában.

## Fordítás
- Ez a szócikk részben vagy egészben  a   Chhatarpur State című angol Wikipédia-szócikk ezen változatának fordításán alapul.  Az eredeti cikk szerkesztőit annak laptörténete sorolja fel. Ez a jelzés csupán a megfogalmazás eredetét és a szerzői jogokat jelzi, nem szolgál a cikkben szereplő információk forrásmegjelöléseként.